# Wörschberger Hohl
Die Wörschberger Hohl ist ein Hohlweg in der Feldgemarkung der rheinland-pfälzischen Ortsgemeinde Dirmstein, der mit der Listennummer ND-7332-519 als Naturdenkmal eingestuft ist und von einer etwa 300 m langen und 6 m hohen Lösswand flankiert wird.
Der Hohlweg ist neben dem Chorbrünnel das Hauptziel des 2006 eröffneten Chorbrünnel-Rundwegs.

## Geographische Lage
Der Hohlweg führt von der Dirmsteiner Wohnbebauung nach Nordwesten von 114 m zunächst leicht ansteigend auf den 165 m hohen und knapp 1 km entfernten Wörschberg zu. Nach Erreichen seines höchsten Punktes, der bei 133 m liegt, senkt sich der Weg leicht zur Aue des Floßbachs hinab, eines linken Zuflusses des Eckbachs.
Etwa 250 m südlich verläuft die Landesstraße 453 von Dirmstein nach Obersülzen. Wie diese wird die Wörschberger Hohl von Steilwänden flankiert, die aus Löss bestehen und bis 6 m hoch sind.

## Geologie
An verschiedenen Stellen in der Region entstanden in trockenkalten Phasen der Würmeiszeit durch Windeinflüsse Lössschichten, so auch im Bereich von Dirmstein; dabei sammelte sich das Material vor allem an Verwerfungen sowie im Lee von Kleinmulden an. Während die Lösswände an der L 453 durch witterungsbedingte Abtragung freigelegt wurden, grub die Wörschberger Hohl sich in die hügelige Landschaft ein, weil der abschüssige Weg jahrhundertelang von schwer beladenen landwirtschaftlichen Fuhrwerken benutzt wurde.

## Biologie
Die lockeren Lösswände – die vom Dorf aus linke ist mit etwa 6 m die höhere und blickt nach Nordosten – stellen ein Biotop für zahlreiche Arten von wärmeliebenden Insekten dar, so z. B. für solitäre Wildbienen und Grabwespen. Auch höhlenbrütende Vogelarten werden beobachtet, ebenso graben Wildkaninchen und Beutegreifer wie der Fuchs dort ihre Bauten.